# Xã Dover, Quận Griggs, Bắc Dakota
Xã Dover (tiếng Anh: Dover Township) là một xã thuộc quận Griggs, tiểu bang Bắc Dakota, Hoa Kỳ. Năm 2010, dân số của xã này là 46 người.